# 빛의 세계 (소설)
《빛의 세계》(영어: Acceptance)는 제프 밴더미어의 2014년 장편 SF소설로, 서던 리치 삼부작의 마지막 작품이다. 전편 《소멸의 땅》과 《경계 기관》의 이야기가 서로 맞물리며 대단원을 맞이한다. 대한민국에는 황금가지에서 정대단 번역으로 다른 두 권과 함께 출간되었다.